# Santa Maria do Oeste
Santa Maria do Oeste est une municipalité brésilienne située dans l'État du Paraná.